# Марвич, Соломон Маркович
Соломо́н Ма́ркович Ма́рвич (настоящая фамилия — Красильщиков; 27 апреля [10 мая] 1903, Санкт-Петербург — 1970, Москва) — русский советский писатель и журналист.

## Биография
В 1924 году окончил Ленинградский университет. Свой творческий путь начинал с работы в качестве журналиста (сборник очерков «Испания», 1931, и др.)
В 1933 году вышла в свет первая художественная повесть Марвича «Малый мир», в которой он разоблачает империалистическую корпорацию магнатов военной промышленности.
Спустя три года закончил работу над первой частью одного из самых значимых своих произведений — романом «Дорога Мёртвых» (1936), в котором созданы картины обреченного на гибель купеческого и мещанского быта. «Дорога мёртвых» — многоплановый роман, охватывающий большой и очень сложный период истории России с 80-х годов XIX века по 1918 год включительно. В нем рассказано о трёх русских революциях и о первой мировой войне. Общественная и политическая жизнь страны в центре повествования. Писателя интересуют происходившие тогда и захватившие самые различные слои общества социальные процессы. Рассказывая об истории развития и краха капитализма в России, С. Марвич создал интересные, колоритные фигуры деятелей первоначального накопления и их потомков. Перед читателем проходит целая галерея политических и финансовых дельцов, сталкивающихся лицом к лицу с рядовыми творцами революции — простыми, мудрыми и убежденными людьми, такими, как комиссар Стенде. Роман «Дорога мертвых» содержит множество интересных исторических фактов и живо воскрешает атмосферу незабываемых лет.
Вторая часть романа была опубликована в 1958 году.
Незадолго перед началом войны автор успевает закончить работу над романом «Сыновья идут дальше» (1940), в котором изображаются революционные события в Петрограде, борьба с интервентами, широко показана роль партии, В. И. Ленина.
В годы Великой Отечественной войны был корреспондентом ТАСС и газеты «Красный флот». Борьбе советского народа с фашистскими захватчиками посвящены рассказы «Поединок» (1942), «Улика» (1946), сборники рассказов «Возвращенный свет» (1955), «Опасное поручение» (1957), «Моя строгая Балтика» (1957).
Марвичу принадлежат также две повести о Н. А. Добролюбове — «Студент Добролюбов» (1955) и «Стезею правды и добра» (1965).
Умер в 1970 году. Похоронен на Головинском кладбище (участок № 16).